# WrestleMania IV
WrestleMania IV a fost cea de-a patra ediție a pay-per-view-ului 
WrestleMania organizat de World Wrestling Federation. A avut loc pe data de 27 martie 1988 în arena Trump Plaza din Atlantic City, New Jersey.
Evenimentul a programat printre alte meciuri interesante și un turneu pentru centura WWF World Heavyweight Championship, titlu rămas vacant după un meci controversat între Hulk Hogan și André the Giant.
Sloganul WrestleMania IV a fost "What the World is Watching".

## Rezultate
- Bad News Brown a câștigat un Battle Royal la care au luat parte 20 de wrestleri. (10:40)
  - Participanții au fost : Bad News Brown, Boris Zhukov, Bret Hart, Brian Blair, Danny Davis, George Steele, Harley Race, Hillbilly Jim, Jacques Rougeau, Jim Brunzell, Jim Neidhart, Jim Powers, Junkyard Dog, Ken Patera, Nikolai Volkoff, Paul Roma, Raymond Rougeau, Ron Bass, Sam Houston și Sika
  - Brown și Hart au colaborat pentru a-l elimina pe Junkyard Dog, apoi Brown a reușit să-l elimine și pe Hart, atacându-l din spate.
  - Înfuriat de atacul lui Brown, Hart l-a atacat și i-a spart trofeu primit pentru câștigarea Battle Royal-ului.
- Prima rundă a turneului: Ted DiBiase (însoțit de Virgil și André the Giant) l-a învins pe Jim Duggan (4:54)
  - DiBiase a reușit să-i aplice un Fist Drop și să-l învingă prin pinfall pe Duggan, după intervenția lui Andre The Giant.
- Prima rundă a turneului: Don Muraco (însoțit de Billy Graham) l-a învins pe Dino Bravo (însoțit de Frenchy Martin) (4:53)
  - Bravo a fost descalificat după ce l-a tras pe arbitru în fața sa pentru a se feri de o lovitură a lui Muraco.
- Prima rundă a turneului: Randy Savage (însoțit de Miss Elizabeth) l-a învins pe Butch Reed (însoțit de Slick) (5:07)
  - Savage a câștigat meciul prin pinfall, după aplicarea unui Flying Elbow Drop.
- Prima rundă a turneului: Greg Valentine l-a învins pe Ricky Steamboat (9:12)
  - Valentine l-a învins prin pinfall pe Steamboat, după aplicarea unui Flying Crossbody.
- Prima rundă a turneului: One Man Gang (însoțit de Slick) l-a învins pe Bam Bam Bigelow (însoțit de Oliver Humperdink) (2:56)
  - Bigelow a pierdut prin countout, după intervenția lui Slick.
- Prima rundă a turneului: Rick Rude (însoțit de Bobby Heenan) s-a luptat cu Jake Roberts într-un meci cu limită de timp (15 minute), după timpul regulamentar nici unul din participanți nereușind să obțină victoria (15:00)
  - Ambii wrestleri au fost eliminați din turneu.
- The Ultimate Warrior l-a învins pe Hercules Hernandez (4:29)
  - Warrior l-a învins prin pinfall pe Hernandez după ce a răspuns unei manevre Full Nelson cu un roll-up.
- Sfert de finală al turneului : Hulk Hogan s-a luptat cu André the Giant (însoțit de Ted DiBiase și Virgil), meciul terminându-se cu o dublă descalificare (5:22)
  - Atât Hogan cât și Andre au fost descalificați datorită unor atacuri folosind scaune.
- Sfert de finală al turneului: Ted DiBiase l-a învins pe Don Muraco (însoțit de Billy Graham) (5:44)
  - DiBiase a obținut pin-ul după aplicarea unui Hot Shot.  (5.40)
- One Man Gang a avansat direct în semifinale, datorită faptului că meciul dintre Jake Roberts și Rick Rude nu a avut nici un câștigător.
- Sfert de finală al turneului : Randy Savage l-a învins pe Greg Valentine (6:06)
  - Savage a câștigat prin pinfall (roll-up), după ce a Valentine a încercat să aplice un Figure Four leglock.
- Brutus Beefcake l-a învins pe Campionul Intercontinental The Honky Tonk Man (însoțit de Jimmy Hart) (6:30)
  - Honky Tonk Man a fost descalificat după ce Hart l-a lovit pe arbitru cu megafonul, astfel că Tonk și-a păstrat titlul.
  - Arbitrul a fost rănit în realitate astfel că a fost necesară intervenția echipei medicale pentru îngrijiri.
- The Islanders (Haku & Tama) și Bobby Heenan i-au învins pe The British Bulldogs (Davey Boy Smith & The Dynamite Kid) și Koko B.Ware (7:30)
  - Heenan l-a numărat pe Ware după ce a fost ridicat de The Islanders și aruncat peste Ware.
- Ted DiBiase s-a calificat automat în semifinalele turneului.
- Semifinală a turneului : Randy Savage (însoțit de Miss Elizabeth) l-a învins pe One Man Gang (însoțit de Slick) (4:05)
  - One Man Gang a fost descalificat după ce a încercat să-l lovească pe Savage cu bastonul lui Slick.
- Demolition (Ax și Smash) (însoțiți de Mr. Fuji) i-au învins pe Strike Force (Rick Martel și Tito Santana) câștigând centura pe echipe WWF World Tag Team Championship (12:33)
  - Ax l-a numărat pe Martel după ce acesta a fost lovit cu un baston.
- Finala turneului : Randy Savage (însoțit de Miss Elizabeth și Hulk Hogan) l-a învins pe  Ted DiBiase (însoțit de André the Giant), câștigând titlul vacant de campion WWF (9:27)
  - Savage a obținut victoria prin pinfall, după ce i-a aplicat lui DiBiase un Flying Elbow Drop iar Hulk Hogan l-a lovit cu un scaun (ca răspuns la intervențiile repetate ale lui Andre în meci).

## Turneul pentru titlul de Campion WWF
|  | Optimi de finală | Optimi de finală | Optimi de finală |                 |                | Sferturi de finală | Sferturi de finală | Sferturi de finală |      |  | Semifinale | Semifinale | Semifinale  |      |  | Finală | Finală | Finală |
|  |                  |                  |                  |                 |                |                    |                    |                    |      |  |            |            |             |      |  |        |        |        |
|  |                  |                  |                  |                 |                |                    |                    |                    |      |  |            |            |             |      |  |        |        |        |
|  |                  |                  | Hulk Hogan       | 5:23            |                |                    |                    |                    |      |  |            |            |             |      |  |        |        |        |
|  |                  |                  |                  | 5:23            |                |                    |                    |                    |      |  |            |            |             |      |  |        |        |        |
|  |                  |                  |                  | André the Giant | 2xDQ           |                    |                    |                    |      |  |            |            |             |      |  |        |        |        |
|  |                  |                  |                  | André the Giant | 2xDQ           |                    |                    |                    |      |  |            |            |             |      |  |        |        |        |
|  |                  |                  |                  |                 |                |                    |                    |                    |      |  |            |            |             |      |  |        |        |        |
|  |                  |                  |                  |                 |                |                    |                    |                    |      |  |            |            |             |      |  |        |        |        |
|  |                  |                  |                  |                 |                |                    |                    | -                  |      |  |            |            |             |      |  |        |        |        |
|  |                  |                  |                  |                 |                |                    |                    |                    |      |  |            |            |             |      |  |        |        |        |
|  |                  |                  | Ted DiBiase      |                 |                |                    |                    |                    |      |  |            |            |             |      |  |        |        |        |
|  |                  | Jim Duggan       | 5:02             |                 |                |                    |                    |                    |      |  |            |            |             |      |  |        |        |        |
|  |                  | Jim Duggan       | 5:02             |                 |                |                    |                    |                    |      |  |            |            |             |      |  |        |        |        |
|  |                  | Ted DiBiase      | Pin              |                 |                |                    |                    |                    |      |  |            |            |             |      |  |        |        |        |
|  |                  | Ted DiBiase      | Pin              |                 | Ted DiBiase    | 5:35               |                    |                    |      |  |            |            |             |      |  |        |        |        |
|  |                  |                  |                  |                 | Ted DiBiase    | 5:35               |                    |                    |      |  |            |            |             |      |  |        |        |        |
|  |                  |                  |                  | Don Muraco      | Pin            |                    |                    |                    |      |  |            |            |             |      |  |        |        |        |
|  |                  | Don Muraco       | 4:54             | Don Muraco      | Pin            |                    |                    |                    |      |  |            |            |             |      |  |        |        |        |
|  |                  | Don Muraco       | 4:54             |                 |                |                    |                    |                    |      |  |            |            |             |      |  |        |        |        |
|  |                  | Dino Bravo       | DQ               |                 |                |                    |                    |                    |      |  |            |            |             |      |  |        |        |        |
|  |                  |                  |                  |                 |                |                    |                    |                    |      |  |            |            | Ted DiBiase | 9:17 |  |        |        |        |
|  |                  |                  |                  |                 |                |                    |                    |                    |      |  |            |            |             |      |  |        |        |        |
|  |                  |                  | Randy Savage     | Pin             |                |                    |                    |                    |      |  |            |            |             |      |  |        |        |        |
|  |                  | Ricky Steamboat  | Randy Savage     | Pin             | 9:11           |                    |                    |                    |      |  |            |            |             |      |  |        |        |        |
|  |                  | Ricky Steamboat  |                  |                 | 9:11           |                    |                    |                    |      |  |            |            |             |      |  |        |        |        |
|  |                  | Greg Valentine   | Pin              |                 |                |                    |                    |                    |      |  |            |            |             |      |  |        |        |        |
|  |                  | Greg Valentine   | Pin              |                 | Greg Valentine | 6:07               |                    |                    |      |  |            |            |             |      |  |        |        |        |
|  |                  |                  |                  |                 | Greg Valentine | 6:07               |                    |                    |      |  |            |            |             |      |  |        |        |        |
|  |                  |                  |                  | Randy Savage    | Pin            |                    |                    |                    |      |  |            |            |             |      |  |        |        |        |
|  |                  | Randy Savage     | 4:09             | Randy Savage    | Pin            |                    |                    |                    |      |  |            |            |             |      |  |        |        |        |
|  |                  | Randy Savage     | 4:09             |                 |                |                    |                    |                    |      |  |            |            |             |      |  |        |        |        |
|  |                  | Butch Reed       | Pin              |                 |                |                    |                    |                    |      |  |            |            |             |      |  |        |        |        |
|  |                  |                  |                  |                 |                |                    |                    | Randy Savage       | 4:35 |  |            |            |             |      |  |        |        |        |
|  |                  |                  |                  |                 |                |                    |                    |                    | 4:35 |  |            |            |             |      |  |        |        |        |
|  |                  |                  | One Man Gang     | DQ              |                |                    |                    |                    |      |  |            |            |             |      |  |        |        |        |
|  |                  | Bam Bam Bigelow  | One Man Gang     | DQ              | 2:55           |                    |                    |                    |      |  |            |            |             |      |  |        |        |        |
|  |                  | Bam Bam Bigelow  |                  |                 | 2:55           |                    |                    |                    |      |  |            |            |             |      |  |        |        |        |
|  |                  | One Man Gang     | CO               |                 |                |                    |                    |                    |      |  |            |            |             |      |  |        |        |        |
|  |                  | One Man Gang     | CO               | One Man Gang    |                |                    |                    |                    |      |  |            |            |             |      |  |        |        |        |
|  |                  |                  |                  |                 |                |                    |                    |                    |      |  |            |            |             |      |  |        |        |        |
|  |                  |                  |                  | -               |                |                    |                    |                    |      |  |            |            |             |      |  |        |        |        |
|  |                  | Jake Roberts     | 15:00            |                 |                |                    |                    |                    |      |  |            |            |             |      |  |        |        |        |
|  |                  | Jake Roberts     | 15:00            |                 |                |                    |                    |                    |      |  |            |            |             |      |  |        |        |        |
|  |                  | Rick Rude        | R                |                 |                |                    |                    |                    |      |  |            |            |             |      |  |        |        |        |

Legendă : Pin - Pinfall; CO - Countout; DQ - Descalificare; 2xDQ - Dublă descalificare; R - remiză

## Alți participanți
| Comentatori - Jesse Ventura - Gorilla Monsoon Reporteri - "Mean" Gene Okerlund - Bob Uecker | Ring announcer - Howard Finkel Arbitrii - Joey Marella - Earl Hebner - Jim Korderas - Jack Kruger |

## De reținut
- Imnul "America the Beautiful" a fost interpretat de Gladys Knight.
- WrestleMania IV a programat 16 meciuri, fiind până în prezent ediția la care s-au desfășurat cele mai multe meciuri.
- WrestleMania IV și V sunt singurele ediții WrestleMania care au avut loc în aceeași locație doi ani consecutivi (1988 și 1989).
- Dintre celebritățile participante la ediția din 1988 îi putem aminti pe Bob Uecker, Vanna White, Gladys Knight, Robin Leach, Donald Trump, Ivana Trump și Ray Leonard.